# Чемпіонат СРСР з легкої атлетики в приміщенні 1979
Чемпіонат СРСР з легкої атлетики в приміщенні 1979 року був проведений 10-12 лютого в Мінську в Палаці легкої атлетики Червонопрапорного Білоруського військового округу. Це був дев'ятий за ліком чемпіонат СРСР з легкої атлетики в приміщенні та другий, що був проведений (після чемпіонату 1977 року) в Мінську.
Чемпіонство з легкоатлетичних багатоборств (як і попереднього року) було розіграно в межах окремого чемпіонату СРСР з багатоборств в приміщенні, проведеного в Палаці спорту міста Орджонікідзе 16-19 лютого.
Низку високих результатів показали молоді легкоатлети. 20-річний Геннадій Валюкевич двічі впродовж турніру покращував вище світове досягнення в потрійному стрибку: 17,18 м в кваліфікації та 17,29 м в фіналі.
Марині Серковій з Ленінграду в день змагань було лише 17 років, але в секторі для стрибка у висоту вона змогла встановити нове вище досягнення СРСР — 1,93 м.
Людмила Кондратьєва стала автором нового загальносоюзного досягнення в бігу на 100 метрів в приміщенні (11,58), а Євген Євсюков — в ходьбі на 10000 метрів (40.18,4). Заміра Зайцева показала найкращий результат в історії країни на дистанції 1500 метрів — 4.12,1.

## Медалісти

### Чоловіки
| Дисципліни                | Золото                              | Золото      | Срібло                         | Срібло  | Бронза                          | Бронза  |
| ------------------------- | ----------------------------------- | ----------- | ------------------------------ | ------- | ------------------------------- | ------- |
| 60 метрів                 | Микола Колесников Ленінград         | 6,65        | Володимир Муравйов Караганда   | 6,68    | Семен Ваханелов Москва          | 6,69    |
| 100 метрів                | Володимир Муравйов Караганда        | 10,46       | Микола Колесников Ленінград    | 10,52   | Володимир Ігнатенко Київ        | 10,57   |
| 400 метрів                | Віктор Бураков Київ                 | 47,7        | Сергій Ловачов Чита            | 48,0    | Ремігіюс Валюліс Ленінград      | 48,7    |
| 800 метрів                | Микола Кіров Гомель                 | 1.49,8      | Володимир Подоляко Мінськ      | 1.49,8  | Олексій Литвинов Ленінград      | 1.50,0  |
| 1500 метрів               | Володимир Пономарьов Ростов-на-Дону | 3.47,3      | Микола Кіров Гомель            | 3.47,4  | Валерій Торопов Ленінград       | 3.47,5  |
| 3000 метрів               | Олександр Федоткін Брест            | 7.55,0      | Олександр Антипов Вільнюс      | 7.57,2  | Валерій Абрамов Московська обл. | 7.58,8  |
| 60 метрів з бар'єрами     | Андрій Прокоф'єв Свердловськ        | 7,63        | В'ячеслав Кулебякін Ленінград  | 7,77    | Едуард Переверзєв Москва        | 7,79    |
| 110 метрів з бар'єрами    | Віктор Мясников Мінськ              | 13,6        | Олександр Пучков Ленінград     | 13,6    | Анатолій Смирнов Москва         | 13,7    |
| 2000 метрів з перешкодами | Сергій Єпішин Московська обл.       | 5.29,6      | Олександр Вітшель Ленінград    | 5.31,0  | Олександр Воробей Хойники       | 5.31,2  |
| Ходьба 10000 метрів       | Євген Євсюков Сочі                  | 40.18,4 NIB | Микола Матвеєв Мінськ          | 40.27,6 | Петро Починчук Гродно           | 40.43,2 |
| Стрибки у висоту          | Геннадій Белков Куйбишев            | 2,27 м      | Валерій Колесников Свердловськ | 2,21 м  | Володимир Киба Київ             | 2,21 м  |
| Стрибки з жердиною        | Юрій Прохоренко Київ                | 5,50 м      | Костянтин Волков Іркутськ      | 5,40 м  | Олександр Крупський Іркутськ    | 5,40 м  |
| Стрибки у довжину         | Валерій Підлужний Донецьк           | 7,93 м      | Володимир Харитонов Баку       | 7,80 м  | Володимир Цепельов Баку         | 7,71 м  |
| Потрійний стрибок         | Геннадій Валюкевич Мінськ           | 17,29 м WIB | Яак Уудмяе Тарту               | 17,18 м | Анатолій Піскулін Мінськ        | 17,00 м |
| Штовхання ядра            | Володимир Кисельов Кременчук        | 20,42 м     | Анатолій Ярош Ворошиловград    | 19,57 м | Олександр Баришников Ленінград  | 19,40 м |

### Жінки
| Дисципліни             | Золото                             | Золото     | Срібло                        | Срібло  | Бронза                        | Бронза  |
| ---------------------- | ---------------------------------- | ---------- | ----------------------------- | ------- | ----------------------------- | ------- |
| 60 метрів              | Людмила Сторожкова Москва          | 7,29       | Віра Анісімова Москва         | 7,35    | Людмила Маслакова Москва      | 7,36    |
| 100 метрів             | Людмила Кондратьєва Ростов-на-Дону | 11,58 NIB  | Віра Анісімова Москва         | 11,63   | Ольга Короткова Москва        | 11,85   |
| 400 метрів             | Марія Кульчунова Київ              | 53,7       | Ірина Чоміна Самарканд        | 54,5    | Марина Макєєва Брянськ        | 54,7    |
| 800 метрів             | Світлана Стиркіна Москва           | 2.04,2     | Людмила Веселкова Ленінград   | 2.04,6  | Любов Іванова Кишинів         | 2.04,7  |
| 1500 метрів            | Заміра Зайцева Андижан             | 4.12,1 NIB | Світлана Гуськова Тирасполь   | 4.13,3  | Раїса Садрейдінова Ульяновськ | 4.13,4  |
| 60 метрів з бар'єрами  | Тетяна Анісімова Ленінград         | 8,14       | Віра Комісова Ленінград       | 8,17    | Ірина Литовченко Москва       | 8,28    |
| 100 метрів з бар'єрами | Віра Комісова Ленінград            | 13,39      | Людмила Оринянська Київ       | 13,89   | Сильва Оя Пярну               | 14,02   |
| Стрибки у висоту       | Марина Серкова Москва              | 1,93 м NIB | Марина Сисоєва Фрунзе         | 1,91 м  | Тамара Бикова Ростов-на-Дону  | 1,85 м  |
| Стрибки у довжину      | Олена Фреймане Рига                | 6,45 м     | Тетяна Проскурякова Краснодар | 6,44 м  | Аніта Стукане Рига            | 6,39 м  |
| Штовхання ядра         | Нуну Абашидзе Одеса                | 19,01 м    | Ніна Ісаєва Московська обл.   | 18,92 м | Віра Кот Київ                 | 18,80 м |

## Чемпіонат СРСР з легкоатлетичних багатоборств в приміщенні
Чемпиони країни з багатоборства визначились 16—19 лютого в Палаці спорту міста Орджонікідзе. За підсумком змагань були покращені обидва національних вищих досягнення в приміщенні.

### Чоловіки
| Дисципліна   | Золото                       | Золото               | Срібло                | Срібло           | Бронза                         | Бронза           |
| ------------ | ---------------------------- | -------------------- | --------------------- | ---------------- | ------------------------------ | ---------------- |
| Семиборство* | Віктор Грузенкін Красноярськ | 5774 очки NIB (5934) | Сергій Желанов Москва | 5704 очки (5885) | Сергій Лебедєв Московська обл. | 5617 очок (5746) |

### Жінки
| Дисципліна    | Золото                     | Золото               | Срібло                      | Срібло           | Бронза                     | Бронза           |
| ------------- | -------------------------- | -------------------- | --------------------------- | ---------------- | -------------------------- | ---------------- |
| П'ятиборство* | Катерина Смирнова Рибінськ | 4427 очок NIB (4493) | Ірина Колесникова Ленінград | 4341 очко (4377) | Ольга Рукавишнікова Казань | 4303 очки (4382) |

* Для визначення переможця в змаганнях багатоборців використовувалась стара система нарахування очок. Перерахунок з використанням сучасних таблиць переводу результатів наведений в дужках.

## Медальний залік
Нижче представлений загальний медальний залік за підсумками обох чемпіонатів.
| Місце | Команда             | Золото | Срібло | Бронза | Загалом |
| ----- | ------------------- | ------ | ------ | ------ | ------- |
| 1     | РРФСР               | 8      | 5      | 7      | 20      |
| 2     | УРСР                | 6      | 2      | 3      | 11      |
| 3     | Ленінград           | 4      | 7      | 4      | 15      |
| 4     | Білоруська РСР      | 4      | 3      | 2      | 9       |
| 5     | Москва              | 2      | 3      | 6      | 11      |
| 6     | Казахська РСР       | 1      | 1      | 0      | 2       |
| 6     | Узбецька РСР        | 1      | 1      | 0      | 2       |
| 8     | Латвійська РСР      | 1      | 0      | 1      | 2       |
| 9     | Азербайджанська РСР | 0      | 1      | 1      | 2       |
| 9     | Молдавська РСР      | 0      | 1      | 1      | 2       |
| 9     | Литовська РСР       | 0      | 1      | 1      | 2       |
| 9     | Естонська РСР       | 0      | 1      | 1      | 2       |
| 13    | Киргизька РСР       | 0      | 1      | 0      | 1       |

## Командний залік
Командний залік в кожному чемпіонаті офіційно визначався за двома групами:

- Група I: серед окремих союзних республік, міст Москви та Ленінграда
- Група II: серед окремих інших союзних республік та областей

### Основний чемпіонат
| Місце    | Команда         | Очки    |
| Група І  | Група І         | Група І |
| -------- | --------------- | ------- |
| 1        | РРФСР           | 789     |
| 2        | УРСР            | 574     |
| 3        | Ленінград       | 459     |
| 4        | Москва          | 426     |
| 5        | Білоруська РСР  | 392     |
| 6        | Литовська РСР   | 151     |
| 7        | Казахська РСР   | 104     |
| Група II |                 |         |
| 1        | Московська обл. | 167     |
| 2        | Узбецька РСР    | 163     |
| 3        | Латвійська РСР  | 124     |

### Чемпіонат з багатоборств
| Місце    | Команда         | Очки    |
| Група І  | Група І         | Група І |
| -------- | --------------- | ------- |
| 1        | РРФСР           | 306     |
| 2        | УРСР            | 241     |
| 3        | Москва          | 192,5   |
| 4        | Ленінград       | 90,5    |
| 5        | Литовська РСР   | 76      |
| 6        | Білоруська РСР  | 75      |
| 7        | Казахська РСР   | 23      |
| Група II |                 |         |
| 1        | Московська обл. | 68      |